# Christoph Friedrich Otto
Pour les articles homonymes, voir Otto.
Christoph Friedrich Otto est un jardinier et un botaniste saxon, né le 4 décembre 1783 à Schneeberg (Erzgebirge) et mort le 7 décembre 1856 à Berlin.

## Biographie
De 1805 à 1843, Otto est inspecteur au Jardin botanique de Berlin. Avec Albert Gottfried Dietrich (1795-1856), il dirige la publication Allgemeinen Gartenzeitung. Le genre Ottoa (en) lui a été dédié par Karl Sigismund Kunth (1788-1850).

## Liste partielle des publications
- 1819-1830 : avec Friedrich Guimpel (de) (1774-1839) et Friedrich Gottlob Hayne (1763-1832), Abbildung der fremden in Deutschland ausdauernden Holzarten.
- 1820-1828 : avec Heinrich Friedrich Link (1767-1851), Abbildungen auserlesener Gewächse des königlichen botanischen Gartens
- 1828-1831 : avec H.F. Link, Abbildungen neuer und seltener Gewächse…
- 1838-1850 : avec Ludwig Karl Georg Pfeiffer (1805-1877), Abbildung und Beschreibung blühender Cacteen
- 1840-1844 : avec H.F. Link, Abbildungen seltener Pflanzen des Königlichen botanischen Gartens….